# Liborius Ndumbukuti Nashenda

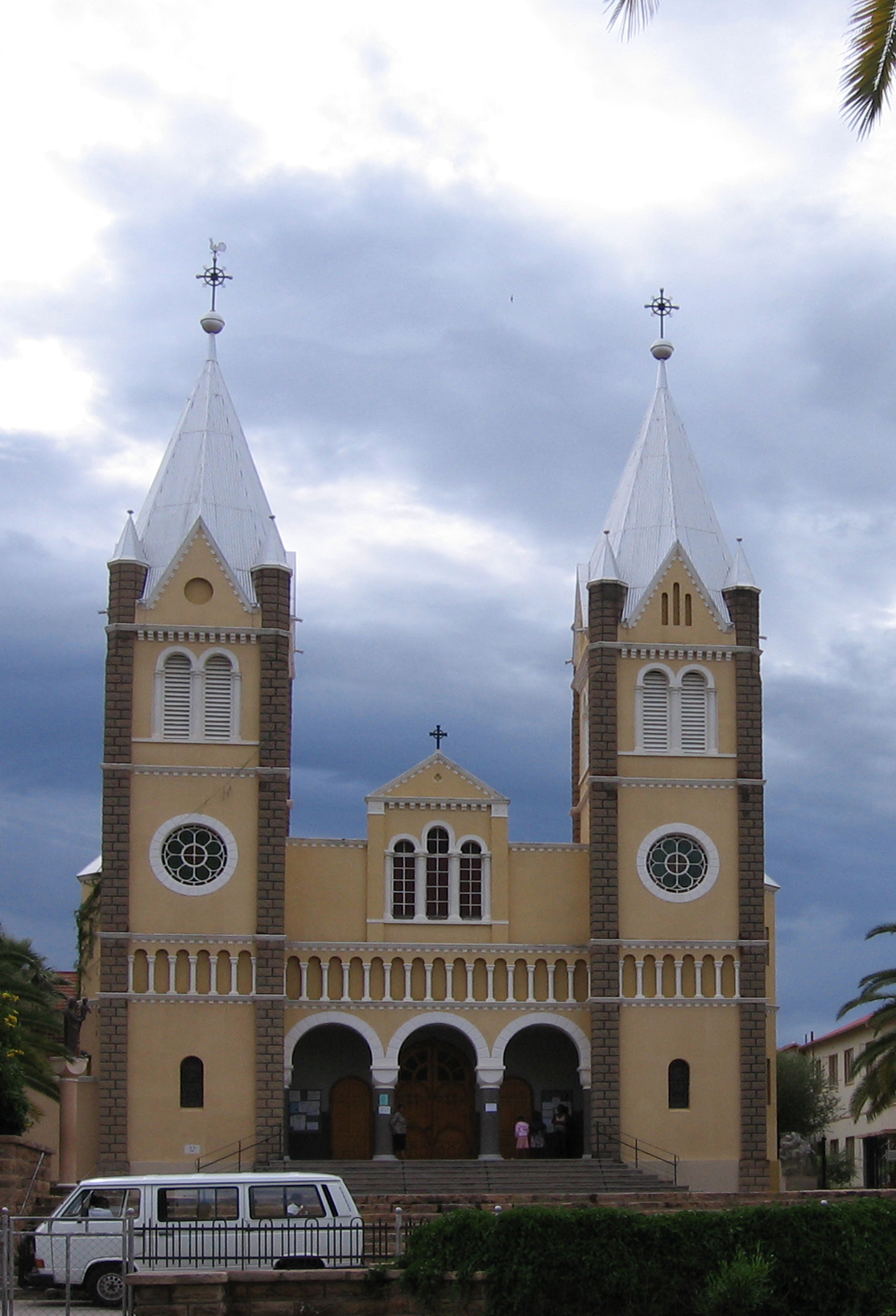
Sitz des Erzbischofs, die Marien-Kathedrale in Windhoek

Liborius Ndumbukuti Nashenda OMI (* 7. April 1959 in Oshikuku, Namibia) ist römisch-katholischer Erzbischof von Windhoek innerhalb der Römisch-katholischen Kirche in Namibia.

## Leben
Liborius Ndumbukuti Nashenda trat der Ordensgemeinschaft der Oblaten der Unbefleckten Jungfrau Maria bei und studierte in Cedara bei Howick, Provinz KwaZulu-Natal in Südafrika und Melbourne, Australien. Er empfing die Priesterweihe am 25. Juni 1988. 1998 ernannte ihn Papst Johannes Paul II. zum Titularbischof von Pertusa und zum Weihbischof im Erzbistum Windhoek. Die Bischofsweihe spendete ihm Bonifatius Haushiku am 7. Februar 1999. 2004 wurde er zum Erzbischof von Windhoek ernannt.
Er war langjähriger Vorsitzender der Catholic Aids Action, Namibia.